# هولدن (ألبرتا)
هولدن (بالإنجليزية: Holden, Alberta)‏ هي قرية تقع في كندا في Beaver County. يقدر عدد سكانها بـ 381 نسمة ومساحتها 1.70 كم2 وترتفع عن سطح البحر 686 متر.